# Baobab madagaskarski
Baobab madagaskarski (Adansonia madagascariensis) – jeden z sześciu gatunków baobabów endemicznych dla Madagaskaru, gdzie występuje w suchych lasach.